# اریکا ریواس
اریکا ریواس (اسپانیایی: Érica Rivas‎؛ زادهٔ ۱ دسامبر ۱۹۷۴) بازیگر اهل آرژانتین است. وی از سال ۱۹۹۲ میلادی تاکنون مشغول فعالیت بوده‌است.
از مهمترین فیلم‌هایی که در آن به ایفای نقش پرداخته می‌توان به خوابگردها، اجلاس سران و فیلم اپیزودیک قصه‌های وحشیانه ساخته دامیان سیفرون که از جمله فیلم‌های کاندید اسکار بهترین فیلم‌های غیرانگلیسی در سال ۲۰۱۵ بود اشاره کرد. ریواس در ششمین اپیزود از فیلم مذکور با نام «تا وقتی مرگ ما را از یکدیگر جدا کند» نقش عروس با نام رومینا را بر عهده گرفته که با اطلاع از ارتباط داماد با یکی از میهمانان جنجال به پا می‌کند و …